# Тринакромерум
Тринакромерум (лат. Trinacromerum, от др.-греч. τριν- +ακρο- +μῆρον, «трёхвершинное бедро») — род вымерших рептилий из надотряда завроптергий, подотряда плезиозавров.

## Открытие и систематика

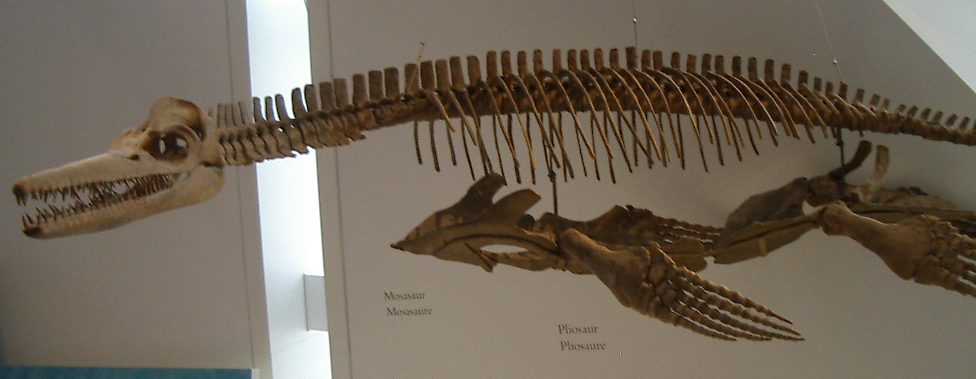
Скелет тринакромерума — вид в профиль

Этот род включает два вида. Первый — Trinacromerum osborni, описанный палеонтологом Крагином в 1888 году. Второй — Trinacromerum bentonianum (типовой), открытый в 1908 году Уиллистоном. Синонимы — Ceraunosaurus brownorum, Dolichorhynchops kirki, Dolichorhynchops willistoni, Trinacromerum anonymum, Trinacromerum brownorum, Trinacromerum willistoni.

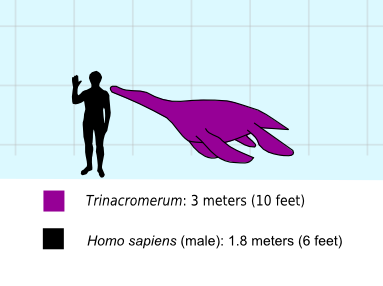
Сравнительные размеры тринакромерума и человека

Тринакромерум относится к семейству поликотилид и является близким родственником более известного долихоринхопса. В частности, он походил на него своим внешним видом и поведением.

## Общие сведения

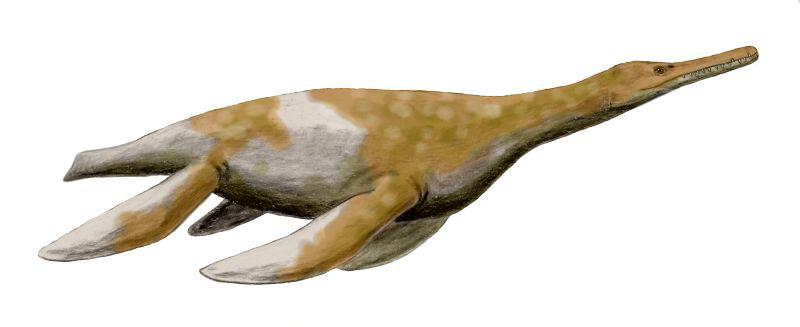
Реконструкция Trinacromerum bentonianum

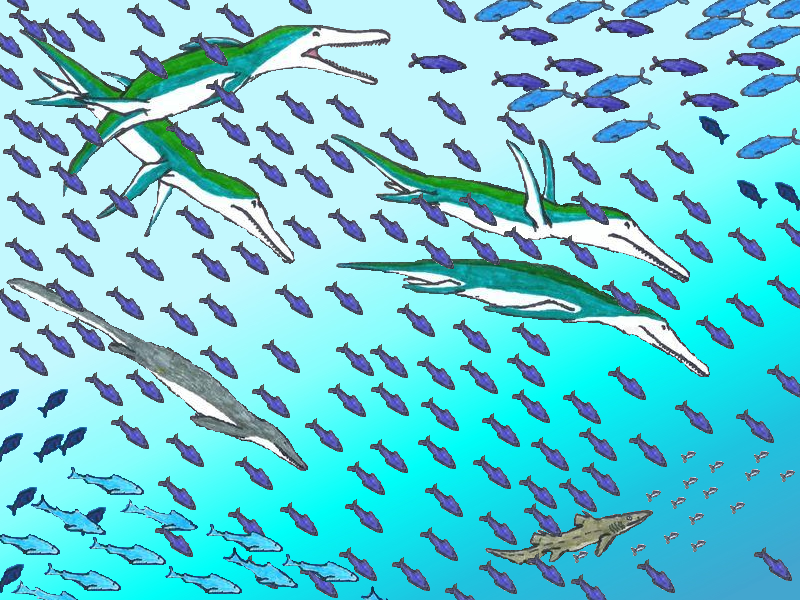
Рисунок, изображающий тринакромерумов и представителя мозазавров клидаста

Тринакромерум — один из самых хорошо сохранившихся поликотилид. Хоть это был и плезиозавр, шея его, как и многих его близких родственников, была укороченной. Но челюсти его были удлинены и усеяны похожими на иглы зубами. Тело его было устремлено вперёд.
Тринакромерум был рыбо- и плотоядным ящером. Его быстрота и манёвренность помогали ему с успехом охотиться. Тем не менее, он, скорее всего, часто становился жертвой значительно более крупных плиозавров, таких, как брахаухениус, обитавших в тех водах.
Развивать высокую скорость ему позволяли также длинные плавники. Любопытно, что биолог Ричард Эллис описал его внешний вид как похожий на «пингвина с четырьмя плавниками».
Это пресмыкающееся обитало на нашей планете в эпоху позднего мелового периода, примерно 90 миллионов лет назад (сеноманский — туронский ярусы), в мелководных морях, на территории которых сейчас расположен североамериканский материк (Канада — провинция Манитоба, США — Колорадо, Канзас, Техас и Юта). Это было время, когда последние плиозавры боролись с более приспособленными к окружающей среде мозазаврами.
В длину тринакромерум составлял 3 метра, а весил 450 килограммов.